# 22027 Romanakofler
22027 Romanakofler è un asteroide della fascia principale interna. Scoperto nel 1999, presenta un'orbita caratterizzata da un semiasse maggiore pari a 2,323206 UA e da un'eccentricità di 0,086707, inclinata di 5,713004ª rispetto all'eclittica. Ha un periodo di rotazione di 86,0378 ore.
Fa parte della famiglia di asteroidi Vesta.